# Mark Rutte
Mark Rutte (tiếng Hà Lan phát âm: [mɑrk rʏtə]; sinh ngày 14 tháng 2 năm 1967) là một chính trị gia người Hà Lan từng là thủ tướng Chính phủ Hà Lan kể từ ngày 14 tháng 10 năm 2010 đến ngày 2 tháng 7 năm 2024. Và là Tổng thư ký NATO từ tháng 10 năm 2024. Ông lãnh đạo Đảng nhân dân tự do và dân chủ (VVD) từ 31 tháng 5 năm 2006 đến 14 tháng 10 năm 2010.
Mark Rutte trước đây từng là quốc vụ khanh về các vấn đề xã hội và việc làm từ 22 tháng 7 năm 2002 đến 17 tháng 6 năm 2004 trong nội các Balkenende I và II. Sau đó, ông là quốc vụ khanh Văn hóa, Giáo dục và Khoa học từ 17 tháng 6 năm 2004 cho đến khi ông từ chức vào ngày 27 tháng 6 năm 2006 khi ông được bầu làm người kế nhiệm Jozias van Aartsend để lãnh đạo đảng VVD.
Tại cuộc tổng tuyển cử năm 2006, Đảng Tự do và Dân chủ dưới sự lãnh đạo của Rutte mất 6 ghế và ông trở thành lãnh tụ đối lập.
Tại cuộc tổng tuyển cử năm 2010, VVD giành được số phiếu bầu cao nhất, Kết quả là họ chiếm được 31 trong số 150 ghế trong Hạ viện. Sau một thời gian dài thương thuyết, Rutte trở thành thủ tướng và thành lập nội các Rutte đầu tiên. Khi ông tuyên thệ nhậm chức ngày 14 tháng 10 năm 2010, ông là người đầu tiên của đảng tự do trở thành Thủ tướng Chính phủ ở Hà Lan trong 92 năm.
Rutte xin từ chức thủ tướng vào ngày 23 tháng 4 năm 2012, sau khi cuộc đàm phán về ngân sách thắt lưng buộc bụng trở nên bế tắc, đưa đến một cuộc tổng tuyển cử 2012 ở Hà Lan, qua đó VVD giành số ghế cao nhất từ trước đến giờ, dẫn đến một liên minh được hình thành giữa VVD và Đảng Lao động. Ngày 5 tháng 11 năm 2012, nội các Rutte thứ hai được Nữ hoàng Beatrix bổ nhiệm.
Rutte và toàn bộ nội các của ông đã từ chức vào ngày 15 tháng 1 năm 2021 sau một vụ bê bối gian lận phúc lợi trẻ em. Tuy nhiên, hầu hết trong số họ sẽ tại vị cho đến cuộc tổng tuyển cử tháng 3 năm 2021, sau đó một liên minh mới sẽ được thành lập.
Ngày 7 tháng 7 năm 2023, Rutte thông báo ông và toàn bộ nội các chính phủ sẽ từ chức sau khi liên minh của ông không đạt được thỏa thuận về cách xử lý tình trạng người nhập cư ngày càng tăng. Chính phủ của ông sẽ đảm nhận vai trò tạm quyền cho đến cuộc tổng tuyển cử tiếp theo diễn ra. Ông cũng thông báo sẽ rời khỏi chính trường sau khi từ chức thủ tướng.

## Thời trẻ
Rutte sinh ra ở The Hague, ở tỉnh của Nam Hà Lan, trong một gia đình Nhà thờ Cải cách Hà Lan. Ông là con út của Izaäk Rutte (5 tháng 10 năm 1909 – 22 tháng 4 năm 1988), một thương gia và người vợ thứ hai, Hermina Cornelia Dilling (13 tháng 11 năm 1923 – 13 tháng 5 năm 2020), một thư ký. Izaäk Rutte làm việc cho công ty thương mại; đầu tiên là nhà nhập khẩu ở Đông Ấn thuộc Hà Lan, sau đó là giám đốc ở Hà Lan. Người vợ thứ hai của ông là em gái của người vợ đầu tiên của ông, Petronella Hermanna Dilling (17 tháng 3 năm 1910 – 20 tháng 7 năm 1945), người qua đời khi bà và ông bị giam cùng nhau tại Tjideng, một trại tù binh chiến tranh ở Batavia, bây giờ Jakarta, trong Chiến tranh thế giới thứ hai. Rutte có tới bảy anh chị em là kết quả của hai cuộc hôn nhân của cha ông. Một trong những người anh trai của ông đã chết vì bệnh AIDS vào những năm 1980. Rutte sau đó mô tả cái chết của anh trai và cha mình là những sự kiện đã thay đổi cuộc đời ông.
Rutte theo học tại Maerlant Lyceum từ năm 1979 đến năm 1985, chuyên về nghệ thuật. Mặc dù tham vọng ban đầu của ông là vào nhạc viện và trở thành nghệ sĩ piano hòa nhạc, thay vào đó ông đi học lịch sử tại Đại học Leiden, nơi ông lấy bằng MA vào năm 1992. Rutte kết hợp việc học của mình với một vị trí trong hội đồng Tổ chức Thanh niên Tự do và Dân chủ, tổ chức thanh niên của VVD, mà ông là chủ tịch từ năm 1988 đến năm 1991.
Sau khi học xong, Rutte bước vào thế giới kinh doanh, làm quản lý cho Unilever và công ty con thực phẩm Calvé. Cho đến năm 1997, Rutte là thành viên của bộ phận nguồn nhân lực của Unilever và đóng vai trò lãnh đạo trong một số cuộc tái tổ chức. Từ năm 1997 đến năm 2000, Rutte là giám đốc nhân sự của Van den Bergh Nederland, một công ty con của Unilever. Năm 2000, Rutte trở thành thành viên của Nhóm Nhân sự Doanh nghiệp và năm 2002, ông trở thành giám đốc nhân sự cho IgloMora Groep, một công ty con khác của Unilever.
Từ năm 1993 đến 1997, Rutte là thành viên hội đồng quốc gia của VVD. Rutte cũng từng là thành viên của ủy ban ứng cử viên VVD cho tổng tuyển cử năm 2002. Rutte được bầu làm Nghị sĩ Quốc hội năm 2003.

## Sự nghiệp chính trị
Rutte từng giữ chức Quốc vụ khanh (tức là Thứ trưởng) tại Bộ Xã hội và Việc làm từ ngày 22 tháng 7 năm 2002 đến ngày 17 tháng 6 năm 2004 trong Đầu tiên và Tủ Balkenende thứ hais. Rutte chịu trách nhiệm về các lĩnh vực bao gồm bijstand (phúc lợi thành phố) và arbeidsomstandigheden (An toàn và sức khỏe nghề nghiệp). Sau cuộc bầu cử năm 2003 Rutte cũng có thời gian ngắn là thành viên của Hạ viện, từ ngày 30 tháng 1 đến ngày 27 tháng 5 năm 2003.
Năm 2003, với tư cách là Ngoại trưởng, Rutte đã khuyên các chính quyền thành phố nên kiểm tra đặc biệt cư dân Somali về hành vi gian lận trợ cấp xã hội, sau khi một số người Somali làm việc ở Anh cũng bị phát hiện nhận trợ cấp xã hội ở Hà Lan. Một người đàn ông Somali được hưởng trợ cấp đã bị các nhà điều tra xã hội chặn lại và kiểm tra hành vi gian lận dựa trên các đặc điểm bên ngoài của ông, sau đó anh ta từ chối cho các điều tra viên vào nhà của mình. Cơ quan điều hành thành phố (College van burgemeester en wethouders) của Haarlem đã quyết định thu hồi quyền được hưởng phúc lợi xã hội của người đàn ông. Ông không đồng ý với điều này và kháng cáo của ông đã được thẩm phán hành chính giữ nguyên. Tòa án phán quyết rằng "một cuộc điều tra chỉ nhằm vào những người gốc Somali là phân biệt đối xử" và trái với Hiến pháp vì sự phân biệt này là "phân biệt đối xử dựa trên chủng tộc". Rutte bác bỏ những lời chỉ trích và tuyên bố rằng cần phải thay đổi luật để có thể chống lại hành vi gian lận có chủ đích.
Rutte sau đó giữ chức Bộ trưởng Ngoại giao về Giáo dục Đại học và Khoa học, trực thuộc Bộ Giáo dục, Văn hóa và Khoa học, thay thế Annette Nijs, từ ngày 17 tháng 6 năm 2004 đến ngày 27 Tháng 6 năm 2006, trong Nội các Balkenende thứ hai. Khi còn đương chức, Rutte tỏ ra đặc biệt quan tâm đến việc làm cho hệ thống giáo dục đại học Hà Lan trở nên cạnh tranh hơn trên trường quốc tế, bằng cách cố gắng làm cho nó có định hướng thị trường hơn (cải thiện vị thế của sinh viên với tư cách là người tiêu dùng trên thị trường giáo dục). Rutte lẽ ra đã được kế nhiệm bởi cựu The Hague alderman Bruno Bruins. Trước khi Bruins có thể tuyên thệ nhậm chức, nội các Balkenende thứ hai đã sụp đổ. Trong Nội các Balkenende thứ ba được thành lập sau đó, Bruins đã kế nhiệm Rutte làm Ngoại trưởng.
Rutte từ chức trong chính phủ vào tháng 6 năm 2006 để trở lại Hạ viện, và ông nhanh chóng trở thành lãnh đạo quốc hội của VVD. Rutte trở thành một nhân vật quan trọng trong ban lãnh đạo VVD. Rutte là người quản lý chiến dịch cho Bầu cử thành phố năm 2006.

## Thủ tướng Hà Lan

### Nhiệm kỳ đầu tiên

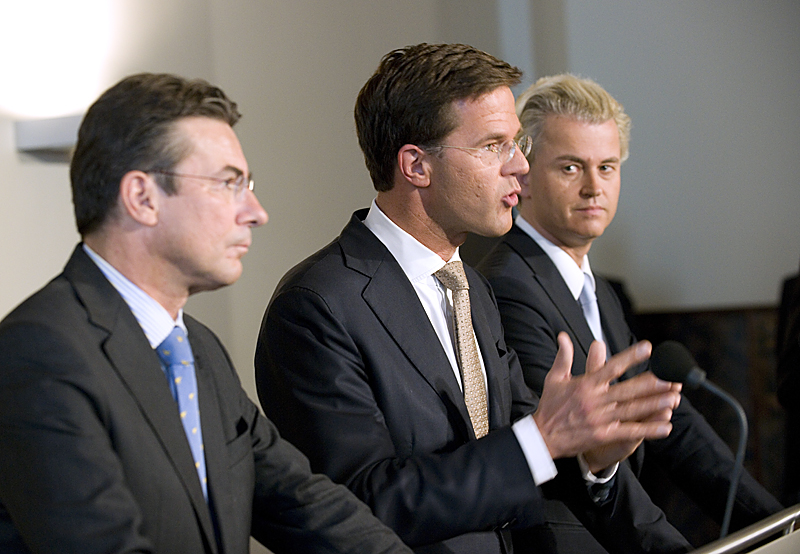
Rutte trình bày nội các đầu tiên của mình cùng với Phó Thủ tướng Maxime Verhagen (CDA) và đối tác liên minh Geert Wilders (PVV)

Sau khi đảm bảo được sự ủng hộ cho liên minh giữa VVD và CDA, Rutte được bổ nhiệm làm formateur vào ngày 8 tháng 10 năm 2010; Rutte đã công bố nội các tương lai của mình, bao gồm Maxime Verhagen từ CDA làm Phó Thủ tướng. Vào ngày 14 tháng 10, Nữ hoàng Beatrix chính thức mời Rutte thành lập chính phủ, và cuối ngày hôm đó, Rutte đã trình bày nội các đầu tiên của mình trước Quốc hội. Chính phủ được đa số một người xác nhận nắm quyền, và Rutte tuyên thệ nhậm chức Thủ tướng Hà Lan, trở thành đảng viên Đảng Tự do đầu tiên giữ chức vụ này kể từ Pieter Cort van der Linden vào năm 1918. Ông cũng trở thành Thủ tướng trẻ thứ hai trong lịch sử Hà Lan, sau Ruud Lubbers.
Sau chiến thắng tại Bầu cử cấp tỉnh năm 2011, VVD đã đảm bảo được vị thế là đảng lãnh đạo trong chính phủ. Vào tháng 3 năm 2012, tìm cách tuân thủ các yêu cầu của Liên minh Châu Âu nhằm giảm thâm hụt quốc gia, Rutte bắt đầu đàm phán với các đối tác liên minh của mình về một ngân sách sẽ cắt giảm 16 tỷ euro chi tiêu. Tuy nhiên, lãnh đạo PVV Geert Wilders đã rút lại sự hỗ trợ không chính thức cho đảng của ông khỏi chính phủ vào ngày 21 tháng 4, tuyên bố rằng ngân sách được đề xuất sẽ ảnh hưởng đến tăng trưởng kinh tế. Điều này dẫn đến sự sụp đổ sớm của chính phủ, và Rutte đã đệ đơn từ chức lên Nữ vuơng Beatrix vào chiều ngày 23 tháng 4. Chính phủ của ông đã tồn tại được 558 ngày, trở thành một trong những nội các Hà Lan ngắn nhất kể từ Thế chiến thứ hai.

### Nhiệm kỳ thứ hai
Trước tổng tuyển cử 2012, Rutte được mệnh danh là lijsttrekker của VVD lần thứ ba. Tại cuộc bầu cử vào tháng 9, VVD giành thêm 10 ghế, vẫn là đảng lớn nhất tại Hạ viện; CDA và PVV chứng kiến số ghế của họ giảm đáng kể. VVD nhanh chóng đàm phán một thỏa thuận liên minh với Đảng Lao động, và vào ngày 5 tháng 11 năm 2012, Nội các Rutte thứ hai đã được xác nhận bằng một cuộc bỏ phiếu tại Quốc hội, chứng kiến Rutte trở lại làm Thủ tướng của chính phủ liên minh VVD-PvdA.

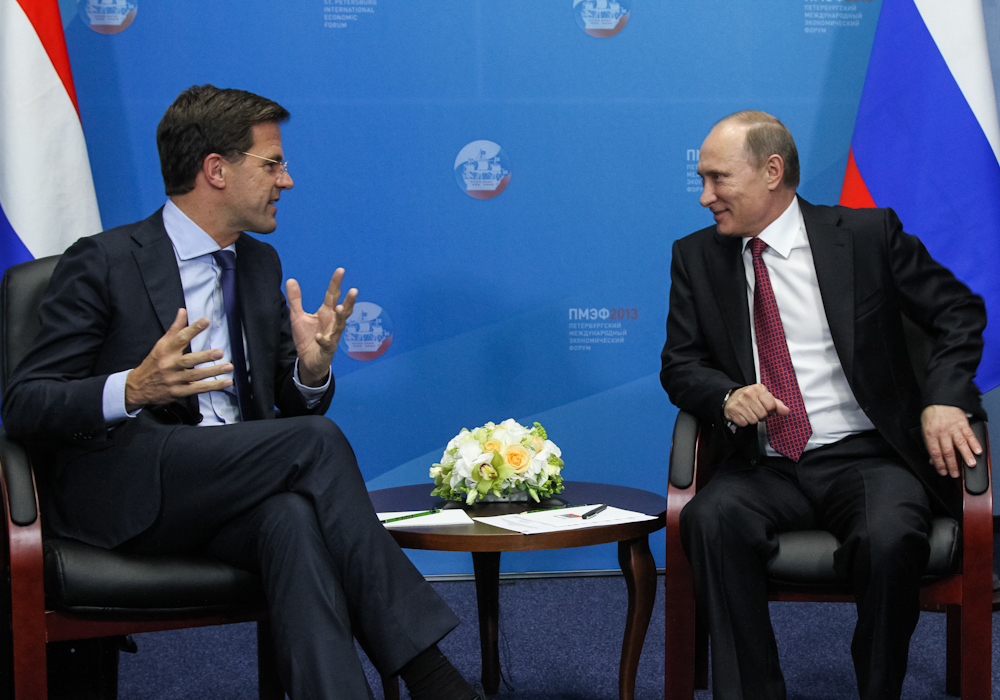
Rutte với Tổng thống Nga Vladimir Putin tại Diễn đàn Kinh tế Quốc tế ở Petersburg, ngày 20 tháng 6 năm 2013

Vào năm 2014, The Hague đã tổ chức một cuộc họp đặc biệt Nhóm bảy người sau khi Chuyến bay 17 của Malaysia Airlines bị bắn rơi ở Ukraine cùng với 193 công dân Hà Lan trên máy bay. Trong Bầu cử thành phố năm 2014, VVD đứng thứ ba sau các đảng địa phương và CDA; tại Cuộc bầu cử Nghị viện Châu Âu cùng năm, nước này đứng thứ tư. Tuy nhiên, tại bầu cử cấp tỉnh Hà Lan 2015, VVD vẫn là đảng lớn nhất trong cơ quan lập pháp của tỉnh với khoảng 15% số phiếu bầu, nhưng mất 23 ghế trong Các bang-tỉnh.